# Морська поліція: Початок
«Морська поліція: Початок» (англ. NCIS: Origins) — американський телесеріал і шоста частина франшизи NCIS. Це приквел до оригінального серіалу, починаючи з 1991 року, і зосереджується на ранній слідчій кар’єрі оригінального героя серіалу Лероя Джетро Ґіббса, зосередженого на його роках, які він провів на випробувальному терміні агента NCIS, і все ще переживав травму від вбивства його дружини та доньки. Прем'єра телесеріалу відбулась 14 жовтня 2024 року.
21 лютого 2025 року CBS продовжив телесеріал на другий сезон.

## Сюжет
Телесеріал розповідає про молодого Лероя Джетро Гіббса (Остін Стовелл) у 1991 році, за роки до подій NCIS, і розповідає старший Гіббс (Марк Гармон). У серіалі Ґіббс починає свою кар’єру як новоспечений спецагент у молодому офісі NIS Camp Pendleton, де він займає своє місце в жорсткій, обшарпаній команді, яку очолює легенда NCIS Майк Френкс (Кайл Шмід).

## Актори та персонажі
- Остін Стовелл  — спеціальний агент Лерой Джетро Гіббс, новачок у Пендлтонському відділенні Військово -морської слідчої служби.
  - Марк Гармон повторює свою роль старшого Лероя Джетро Гіббса, нині відставного ветерана NCIS, який розповідає серіал.
- Кайл Шмід – спеціальний агент Майк Френкс , досвідчений агент та лідер команди. В оригінальному серіалі Френкса зіграла Мюз Вотсон.
- Маріель Моліно – спеціального агента Сесілії «Лали» Домінгес, колишньої морської піхотинки, яка має намір виділитися на робочому місці, де домінують чоловіки.
- Тайла Аберкрамбі — офіцер із підтримки польових операцій Мері Джо Хейз, яка себе називає «відповідальним головним секретарем».
- Діана Родрігез — спеціальний агент Віра Стрікленд. Рома Мафія зіграла персонажа в оригінальному серіалі.
- Калеб Фут - спеціальний агент Бернардо «Ренді» Рендольф, золотий хлопчик команди.

### Періодичний склад
- Адам Губер – Люк Флетчер, консультант у Міністерстві ветеранів.

## Список сезонів
| Сезон | Епізоди        | Епізоди        | Оригінальний показ | Оригінальний показ |
| Сезон | Епізоди        | Епізоди        | Перший показ       | Останній показ     |
| ----- | -------------- | -------------- | ------------------ | ------------------ |
| 1     | Буде оголошено | Буде оголошено | 14 жовтня 2024     | Буде оголошено     |

## Виробництво
Про телесеріал було оголошено в січні 2024 року, Джина Люсіта Монреал і Девід Дж. Норт виступили в ролі шоуранерів. Виконавчими продюсерами серіалу є Марк Гармон і його син Шон Гармон, який зіграв молодшого Гіббса у ретроспективних кадрах оригінального шоу.
Остін Стовелл отримав роль Гіббса в березні. Маріель Моліно, Кайл Шмід, Тайла Аберкромбі та Діана Родрігес завершили головний акторський склад у березні.
Лорі Петті та Боббі Мойніган приєдналися до акторського складу в липні.
7 листопада 2024 року CBS надала замовлення на повний сезон серіалу з додатковими 5 епізодами, що довело загальну кількість епізодів до 18 серій.
Шоу знято на відтвореній сцені епохи 1990-х років Кемп-Пендлтон, побудованій у форті Макартур , колишньому військовому об’єкті в Сан-Педро.